# محمد حبیب شاکر
محمد حبیب شاکر  از قضات شهر قاهره در مصر است.

## زندگی
او در ۱۲۸۲ قمری در شمال مصر متولد شد. تحصیلات خود را در دانشگاه الازهر ادامه داد و در ۱۳۵۸ قمری درگذشت.

## آثار
- دروس الاولیه فی العقاید الدیانیه
- القول الافصل فی ترجمه القرآن الکریم
- السیره النبویه